# جاك باكستر
جاك باكستر (بالإنجليزية: Jack Baxter)‏ (1 يناير 1889 بويغان في المملكة المتحدة - 1 يناير 1951) هو لاعب كرة قدم بريطاني (وحمل سابقاً جنسية المملكة المتحدة لبريطانيا العظمى وأيرلندا) في مركز حراسة المرمى. لعب مع ديربي كاونتي وستوك سيتي وماكليسفيلد تاون.

## وصلات خارجية
- جاك باكستر على موقع قاعدة بيانات كرة القدم.إي يو (الإنجليزية)